# ریچارد لینچ
ریچارد لینچ (انگلیسی: Richard Lynch؛ ۱۲ فوریهٔ ۱۹۴۰ – ۱۹ ژوئن ۲۰۱۲) بازیگر اهل ایالات متحده آمریکا بود.
از فیلم‌ها یا برنامه‌های تلویزیونی که وی در آن نقش داشته است می‌توان به فصل شکار، مترسک و ترنسرها ۲ اشاره کرد.